# Na Bolom
Na Bolom est le nom d'une association culturelle dont le siège se trouve à San Cristóbal de las Casas au Mexique. Cette association a été créée en 1951 par l'archéologue danois Frans Blom et son épouse, l'anthropologue suisse Gertrude Duby-Blom, pour soutenir et protéger la communauté amérindienne lacandone.

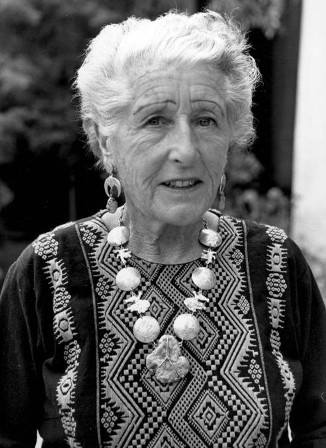
Gertrude Duby-Blom

L'association propose gratuitement à son siège des soins médicaux, un hébergement temporaire et de la nourriture aux Lacandons de passage à San Cristóbal de las Casas. Elle a également ouvert dans l'enceinte de son siège un musée consacré aux cultures indigènes du Chiapas et à la vie des époux Blom, un hôtel, un restaurant et une boutique d'artisanat indigène.

## Histoire
Après s'être rencontrés dans la jungle lacandone dans les années 1940, Frans et Gertrude Blom ont fait équipe sur plusieurs expéditions avant de se marier puis de racheter et de restaurer un ancien séminaire catholique construit en 1898 à San Cristóbal de las Casas. Ils renommèrent cette demeure, située au numéro 33 de l'avenue Vicente Guerrero, Na Bolom, qui signifie « maison du jaguar » en maya tzotzil, en souvenir de l'interprétation du nom Blom qu'avaient faite les Lacandons lors de leur première rencontre avec Frans.
L'association culturelle Na Bolom fut fondée en 1951 à San Cristóbal de Las Casas par Frans et Gertrude Blom pour étendre les activités de leur centre d'études scientifiques Na Bolom, qu'ils venaient de fonder l'année précédente.
Elle s'est constituée avec les objectifs qui la régissent encore actuellement : protection de l'environnement et des ressources naturelles de la forêt lacandone ; conservation, recherche et diffusion du patrimoine culturel lacandon ; préservation et développement des groupes indigènes, en particulier les Lacandons.
Frans Blom, fils d'un antiquaire, conservait également une collection d'œuvres d'art de Nouvelle-Espagne, et en particulier d'art sacré du Chiapas, qui est maintenant exposée dans la chapelle néoclassique de l'ancien séminaire, qui avait été construite par Carlos Zacarías Flores au début du XXe siècle. 
Le musée présente aussi une collection de vêtements tissés dans la salle lacandone, qui contient des objets ethnographiques du peuple maya.